# Fimbristylis aggregata
Fimbristylis aggregata är en halvgräsart som beskrevs av Cecil Ernest Claude Fischer. Fimbristylis aggregata ingår i släktet Fimbristylis och familjen halvgräs. Inga underarter finns listade i Catalogue of Life.